# Pcilka, Henicesk
Pcilka (în ucraineană Пчілка) este un sat în comuna Ozereanî din raionul Henicesk, regiunea Herson, Ucraina.

## Demografie
Componența lingvistică a localității Pcilka
     Ucraineană (60%)
     Rusă (40%)
Conform recensământului din 2001, majoritatea populației localității Pcilka era vorbitoare de ucraineană (60%), existând în minoritate și vorbitori de rusă (40%).